# Быньговский
Быньго́вский — посёлок в Невьянском районе Свердловской области России. Входит в Невьянский муниципальный округ. Обгонный пункт Свердловской железной дороги.

## Наименование
Посёлок Быньговский получил своё название от расположенного здесь железнодорожного обгонного пункта Быньговский (изначально железнодорожный разъезд).
В свою очередь, железнодорожный разъезд получил своё название по географическому расположению — в междуречье Дальней Быньги и Ближней Быньги. Похожее название носит старинное село Быньги, расположенное в 10 километрах к юго-востоку от посёлка, при впадении данных рек в Нейву.

## Население
| 2002 | 2010 | 2021 |
| ---- | ---- | ---- |
| 59   | ↘47  | ↘28  |

По данным Всероссийской переписи населения 2010 года, постоянное население — 47 человек, из них 21 мужчина и 26 женщин. Преобладающая национальность (на 2002 год) — русские (83 %).

## География
Быньговский расположен в лесистой местности к северо-западу от Екатеринбурга, к югу от Нижнего Тагила и в 12 километрах к северу от районного города Невьянска. Ближайшие населённые пункты — село Быньги, посёлки Аник и Лёвиха. Посёлок находится при обгонном пункте Быньговский Свердловской железной дороги на линии Екатеринбург — Нижний Тагил. В Быньговском осуществляется пригородное сообщение по соответствующему маршруту. Посёлок пересекает автодорога, соединяющая Лёвиху с Серовским трактом автомагистралью регионального значения Серов — Нижний Тагил — Екатеринбург. 
Железная дорога делит посёлок на две части: к западу от неё расположены два многоквартирных жилых дома и тяговая электроподстанция. Здесь же начинается дорога до коллективных садов. К востоку от станции, по обеим сторонам от автодороги расположен частный жилой сектор. Имеется магазин и станция сотовой связи.